# تخزين الغذاء
تخزين المواد الغذائية على حد سواء، هِي مهارة محلية تقليدية ومهمة صناعياً. تُخزن المواد الغذائية تقريبا من قبل كل المجتمع البشري والعديد من الحيوانات. ولتخرين المواد الغذائية عدة أغراض رئيسية منها:
- حفظ المنتجات الغذائية النباتية والحيوانية وذلك بحصادها وتجهيزها للحفاظ عليها وإمكانية توزيعها على المستهلكين.
- تمكين اتباع نظام غذائي أكثر توازناً على مدار العام.
- الحد من نفايات المطبخ من خلال الاحتفاظ على المواد الغذائية غير المستخدمة لإعادة استخدامها لاحقا.
- الحفاظ على مخزن المواد الغذائية، مثل التوابل أو المكونات الجافة مثل الأرز والدقيق، لاستخدامها النهائي في الطبخ.
- الاستعداد للكوارث و حالات الطوارئ وفترات ندرة الغذاء أو المجاعة.
- أسباب دينية (مثال: زعماء كنيسة قديسي تكلف ممثلي الكنيسة بتخزين المواد الغذائية في الأيام الأخيرة).[2]
- حمايتها من الحيوانات أو السرقة.

## تاريخ تخزين المواد الغذائية
بدأ تاريخ تخزين الطعام في عصور ما قبل التاريخ، حيث كان يحفظ الإنسان الطعام بعد الحصول عليه. كان يحفظ الطعام عن طريق التجفيف، والتمليح، والتخمير والتبريد. تعتبر شعوب القلط من أوائل الشعوب التي استعملت الملح في حفظ الطعام. وكان أول شخص جمد الطعام هو فرانسيس بيكون عام 1626، ولكنه مات بنزلة برد عند تجربته لحشو دجاجة بالثلج، ثم عادت الفكرة من جديد على يد كلارنس بريدسي الذي يعد أول من أنشأ الصناعات الغذائية المجمدة، استخدمت طريقة التخمير في حفظ الطعام ما بين عامي 6000 إلى 5000 قبل الميلاد، حيث كان يخمر العنب ليصبح نبيذاً. فكانت تستعمل هذه الطرق لحفظ الطعام حتى عام 1859م، حيث اخترع الفرنسي فرديناند كاريه الثلاجة التي تستغل الطاقة الكهربية وتحولها إلى شغل لإنتاج تبريد. وكان الجنود في الحرب العالمية الثانية يتنقلون كثيراً، وكان من الصعب عليهم حمل الطعام معهم سواء كان طازجاً أو مملحاً أو مجففاً، لذا كانوا يحتاجون إلى طعام محفوظ وخفيف الوزن لحمله. لذا استعمل الطعام المعلب حيث وضع الطعام في عُلب ووضع فيهِ المواد الحافظة. في عام 1859 اكتشف حمض السوربيك عن طريق آوغست فيلهام فون هوفمان، واكتشف تأثيره المثبط للاحياء الدقيقة من قبل مولر عام 1939، منذ هذا التاريخ أصبح حمض السوربيك يستخدم في حفظ الأغذية. اليوم أصبح حفظ الطعام أمراً سهلاً يمكن لأي شخص القيام بهِ دون أي صعوبة، وانتشرت الأطعمة التي تحفظ بالمواد الكيميائية في جميع أنحاء العالم في المتاجر والمنازل.

## تخزين المواد الغذائية المحلية

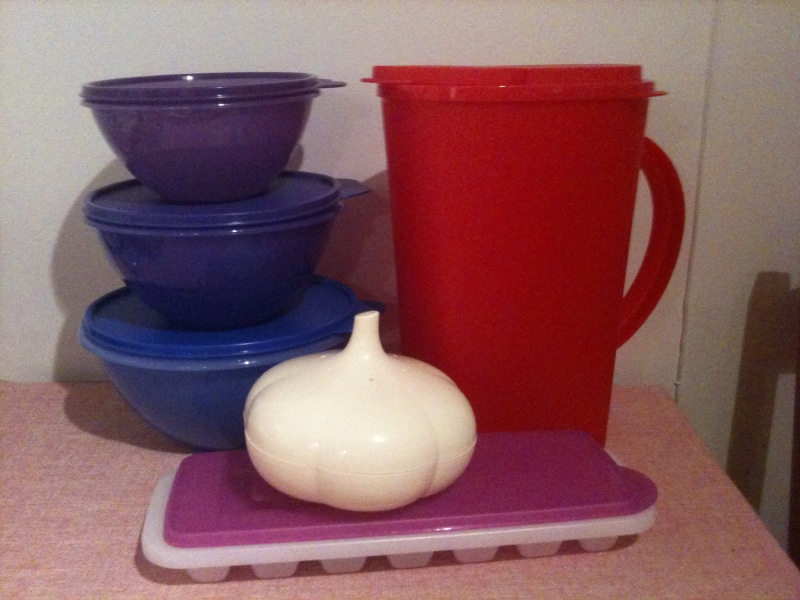
علب منوعة لحفظ الطعام لاستخدامات متعددة

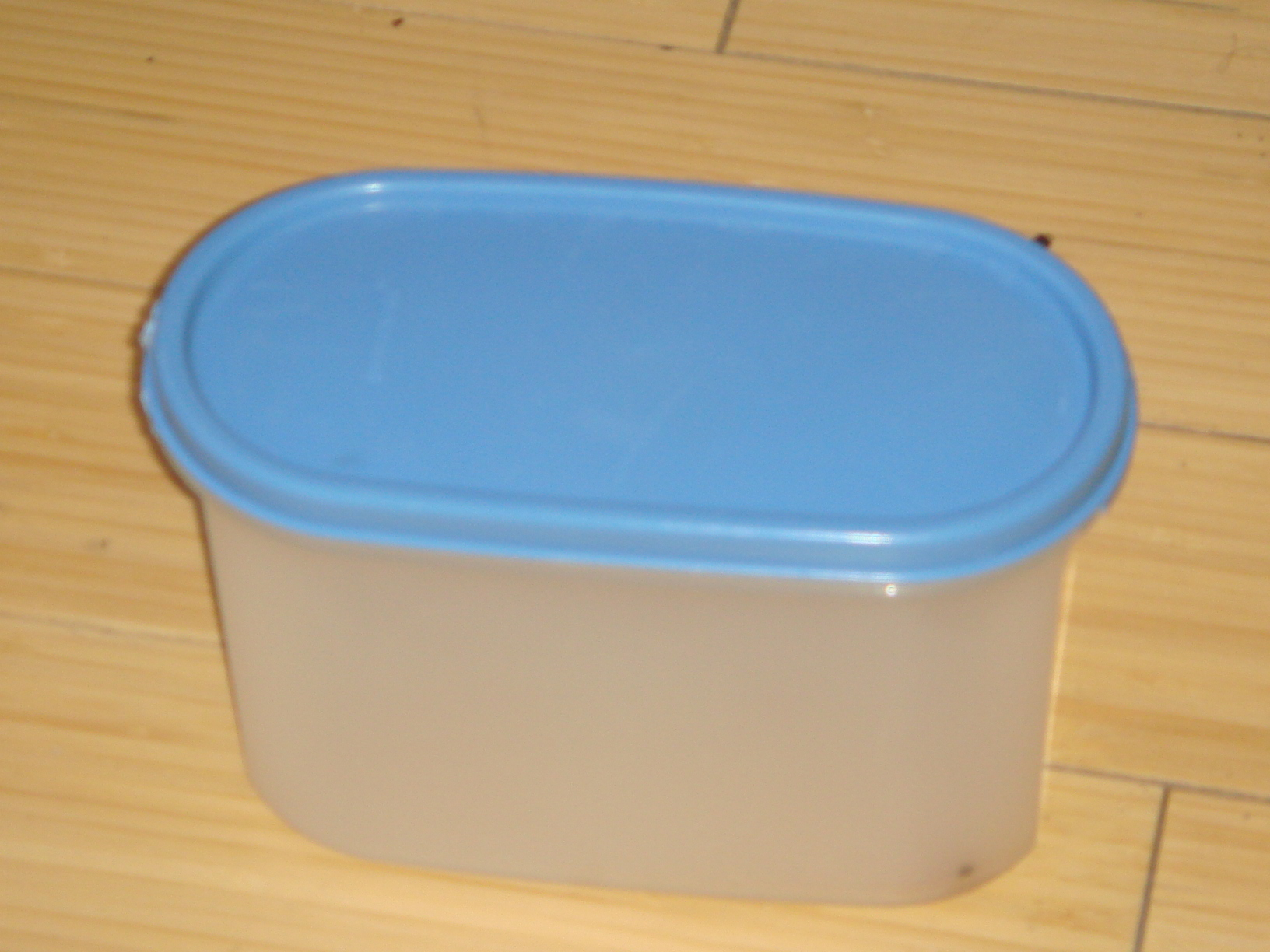
علب حافظة للطعام مصنوعة من مادة البلاستك

يجب الالتزام بدقة بالارشادات الواردة من مصادر موثوقة في الخزن الآمن للمواد الغذائية للاستخدام المنزلي، مثل وزارة الزراعة في الولايات المتحدة. وقد بحثت هذه الارشادات بشكل دقيق من قبل العلماء لتحديد أفضل الطرق للحد من التهديد الحقيقي للتسمم الغذائي من تخزين الأغذية غير المأمونة. ومن المهم أيضا الحفاظ على نظافة المطبخ المناسبة، للحد من مخاطر البكتيريا أو فيروس النمو والتسمم الغذائي. وتشمل أمراض التسمم الغذائي الشائعة داء الليستريات والسموم الفطرية والسالمونيلا والإشريكية القولونية والتسمم الغذائي العنقودي والتسمم السجقي. وهناك العديد من الكائنات الأخرى التي يمكن أن تسبب التسمم الغذائي.
هناك أيضا إرشادات السلامة المتاحة للطرق الصحيحة للتعليب المنزلي من المواد الغذائية. على سبيل المثال، هناك أوقات محددة للغليان التي تنطبق اعتمادا على ما إذا استعمل التعليب بالضغط أو التعليب بالحمام المائي في هذه العملية. وتهدف ارشادات السلامة للحد من نمو العفن والبكتيريا وخطر التسمم الغذائي المحتمل القاتل.

### سلامة تخزين المواد الغذائية

#### تجميد وذوبان المواد الغذائية
ينبغي الحفاظ على درجة حرارة الثلاجة أقل من 0 درجة فهرنهايت. ولا ينبغي أبدا إذابة المواد الغذائية في درجة حرارة الغرفة، وهذا قد يزيد من خطر نمو البكتيريا والفطريات، وبالتالي خطر التسمم الغذائي. عند إذابة المواد الغذائية مرة واحدة، فينبغي استعمالها وعدم تجميدها مرة أخرى. ويجب إذابة الأغذية المجمدة باستخدام الطرق التالية:
- فرن الميكروويف
- من خلال الطبخ
- في الماء البارد (وضع الغذاء في مانع للماء، كيس من البلاستيك، والمياه تغيير كل 30 دقيقة)
- في الثلاجة

يجب التخلص من الأطعمة التي كانت أكثر حرارة من 40 درجة فهرنهايت لمدة أكثر من ساعتين. إذا كان هناك أي شك على الإطلاق حول طول وقت إذابة الطعام في درجة حرارة الغرفة، فيجب التخلص منها. إن التجميد لا يقتل الميكروبات الموجودة في الغذاء. والتجميد في 0 درجة فهرنهايت لا يعطل الميكروبات (البكتيريا والخمائر والعفن). ومع ذلك، بمجرد إذابة المواد الغذائية، يمكن لهذه الميكروبات أن تصبح نشطة مرة أخرى. ويمكن أن تتكاثر الميكروبات في الطعام المذاب إلى مستويات من الممكن أن تؤدي إلى نشر الأمراض التي تنتقل عن طريق الأغذية. وينبغي التعامل مع المواد الغذائية الذائبة وفقا للإرشادات مثل الأغذية الطازجة القابلة للتلف.
وتحفظ الأغذية المجمدة في 0 درجة فهرنهايت وأقل إلى أجل غير مسمى. ومع ذلك، فإن جودة الأغذية تتدهور إذا جمدت على مدى فترة طويلة. وتنشر وزارة الزراعة الأمريكية وسلامة الأغذية والتفتيش رسما بيانيا يبين فترة التخزين المجمد المقترح للأطعمة الشائعة.

#### تبريد
من المهم أن نلاحظ أن تخزين الغذاء الآمن باستخدام التبريد يتطلب الالتزام بإرشادات درجات الحرارة :
ومن المهم التحقق من درجة حرارة الثلاجة، للسلامة. يجب تعيين ثلاجات للحفاظ على درجة حرارة 40 درجة فهرنهايت أو أقل. وقد بنيت في بعض الثلاجات مقاييس الحرارة لقياس درجة حرارتها الداخلية. بالنسبة للثلاجات التي لاتوجد بها هذه الميزة، الحفاظ على مقياس حرارة الأجهزة في الثلاجة لرصد درجة الحرارة. هذا يمكن أن يكون حرجا في حال انقطاع التيار الكهربائي. عندما ينقطع التيار الكهربائي مرة أخرى، وإذا كانت الثلاجة لا تزال درجة حرارتها 40 درجة فهرنهايت، فإن الغذاء آمن. ولا ينبغي أن تستهلك الأطعمة التي بقيت لمدة أكثر من ساعتين في درجات حرارة فوق 40 درجة فهرنهايت. صممت مقاييس حرارة الأجهزة خصيصا لتقديم الدقة في درجات الحرارة الباردة. وتأكد من إغلاق أبواب الثلاجة أو المجمدة بإحكام في كل الأوقات. ولا تفتح أبواب الثلاجة أو المجمدة في كثير من الأحيان أكثر من اللازم ووجوب إغلاقها في أقرب وقت ممكن.

#### فترات تخزين المواد الغذائية المبردة
تنشر وزارة الزراعة الأمريكية وسلامة الأغذية والتفتيش فترات التخزين الموصي بها للمواد الغذائية المبردة.

### تخزين الزيوت والدهون
يمكن أن تبدأ الزيوت والدهون بالفساد بسرعة عندما لا تخزن بأمان. وكذلك زيوت الطبخ والدهون النتنة في كثير من الأحيان لا تشم رائحتها النتنة جيدا حتى بعد أن تفسد. الأكسجين والضوء والحرارة كلها عوامل تساهم لتصبح زيوت الطبخ نتنة. ويحتوي الزيت على ارتفاع مستوى الدهون غير المشبعة، التي تؤدي إلى سرعة فساده. نسبة الدهون غير المشبعة في بعض زيوت الطبخ الشائعة هي: القرطم (74٪)؛ عباد الشمس (66٪)؛ الذرة (60٪)؛ فول الصويا (37٪)؛ الفول السوداني (32٪)؛ الكانولا (29٪)؛ زيت الزيتون (8٪).
للمساعدة على الحفاظ على الزيوت من التعفن، فإنه يجب أن تكون مبردة وفتحت مرة واحدة. يجب استخدام زيوت الطبخ المبردة خلال بضعة أسابيع، عند فتحها، وعندما تبدأ بعض الأنواع للانتقال إلى التعفن. يمكن ان تكون فترة تخزين الزيوت غير المفتوحة لمدة تصل إلى سنة واحدة، ولكن بعض الأنواع يكون لديها فترة صلاحية أقصر حتى عندما فتحها (مثل السمسم وبذور الكتان).

### التخزين الجاف للمواد الغذائية

#### الخضروات

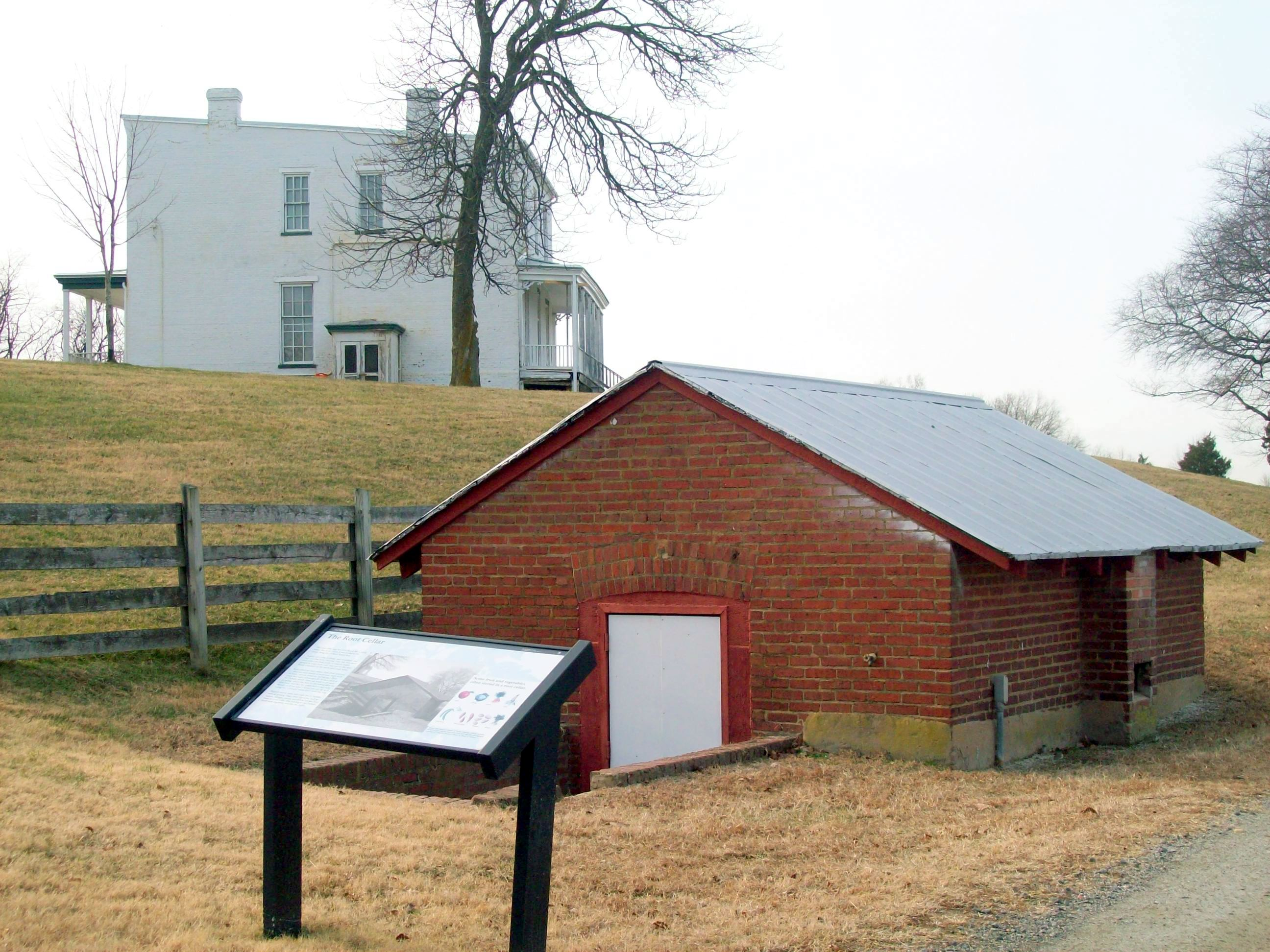
A large root cellar at the Oxon Hill Manor farm in ماريلاند

تتفاوت الإرشادات للتخزين الآمن للخضروات تحت الظروف الجافة (دون التبريد أو التجميد). وذلك لأن الخضروات المختلفة لها خصائص مختلفة، على سبيل المثال، الطماطم تحتوي على الكثير من الماء، في حين أن الخضروات الجذرية مثل الجزر والبطاطا تحتوي على أقل من ذلك. هذه العوامل، والكثير غيرها، تؤثر على مقدار الوقت الذي يمكن للخضروات أن تحفظ في التخزين الجاف، بالإضافة إلى درجة الحرارة المناسبة للحفاظ على فائدته.
وتبين الإرشادات التالية شروط التخزين الجاف المطلوبة:
- الباردة والجافة: مثل البصل
- الباردة والرطبة: الخضروات الجذرية والبطاطا والملفوف
- الدافئة والجافة: القرع الشتوي واليقطين والبطاطا الحلوة والفلفل الحار المجفف

وقد طورت العديد من الثقافات طرق مبتكرة للحفاظ على الخضار بحيث يمكن تخزينها لعدة أشهر بين مواسم الحصاد. وتشمل الطرق التخليل والتعليب المنزلي وتجفيف الطعام أو تخزينها في قبو الجذر.

#### الحبوب
الحبوب ، التي تشمل مكونات المطبخ الجافة مثل الدقيق والأرز والدخن والكسكسي ودقيق الذرة ، وغير ذلك، يمكن تخزينها في حاويات مغلقة صلبة لمنع تلوث الرطوبة أو تفشي الحشرات أو القوارض. والعبوات الزجاجية هي الطريقة الأكثر تقليدية، لإستخدام المطبخ. خلال القرن العشرين استعملت العبوات البلاستيكية لإستخدام المطبخ. وهي تباع الآن في مجموعة واسعة من الأحجام والتصاميم.
وتستخدم العلب المعدنية (في الولايات المتحدة تستخدم أصغر عملية تخزين حبوب على اعلى مغلق التصنيف رقم 10 من العلب المعدنية). إن التخزين في أكياس الحبوب غير فعال؛ ويدمر العفن والآفات 25 كجم كيس قماش من الحبوب في السنة، حتى ولو تم تخزينها بعيداً عن الأرض في منطقة جافة. يمكن أن تفسد الحبوب في أقل من ثلاثة أيام، إذا كانت على الأرض أو على خرسانة رطبة، وقد تضطر الحبوب إلى أن تجفف قبل ان يمكن المضروب. لاينبغي شراء المواد الغذائية المخزنة تحت ظروف غير ملائمة أو استخدامها بسبب خطر التلف. لاختبار ما إذا كانت الحبوب لاتزال جيدة، فإنه يمكنها أن تنبت. إذا نبتت فإنها لاتزال جيدة، ولكن إذا لم يكن كذلك، لا ينبغي أن تؤكل.[بحاجة لمصدر] وقد يستغرق ما يصل إلى أسبوع على الحبوب لتنبت. عندما تكون في شك حول سلامة الغذاء، فعليك رميها في أسرع وقت ممكن.

#### التوابل والأعشاب
التوابل والأعشاب المعلبة مسبقاً غالبا ما تباع اليوم بطريقة ملائمة لتخزينها في المخزن . التعبئة لديها أغراض مزدوجة لكل من التخزين وتوزيع التوابل أو الأعشاب. وهي تباع في عبوات صغيرة من الزجاج أو البلاستيك أو التغليف البلاستيكي الذي يمكن إعادة إحكام إغلاقه. عندما تكون التوابل أو الأعشاب محلية أو اشتريت بكميات كبيرة، يمكن تخزينها في المنزل في عبوات من الزجاج أو البلاستيك. ويمكن تخزينها لفترات طويلة، في بعض الحاويات لعدة سنوات. ومع ذلك، وبعد 6 أشهر إلى سنة، التوابل والأعشاب سوف تفقد تدريجياً نكهتها مثل الزيوت التي تتضمن التبخر البطئ أثناء التخزين.
التوابل والأعشاب يمكن أن تكون محفوظة في الخل لفترات قصيرة تصل إلى شهر لإنشاء نكهة الخل.
وتشمل طرق بديلة للحفاظ على الأعشاب منها التجميد في الماء أو الزبدة غير المملحة. الأعشاب يمكن أن تكون مفرومة ومضافة إلى الماء في علبة مكعبات الثلج. بعد التجميد، تفرغ مكعبات الثلج في كيس التجميد البلاستيكي لتخزينها في الفريزر. ويمكن أيضا أن تحرك الأعشاب في وعاء مع الزبدة غير المملحة، ثم يتمدد على ورق الشمع ويلتف في شكل اسطوانة. ويتم تخزين لفة ورق الشمع التي تحتوي على الزبدة والأعشاب في الفريزر، ويمكن أن تقطع في المقدار المطلوب للطهي. باستخدام أي من هذه التقنيات، وينبغي أن تستخدم الأعشاب خلال سنة.

#### اللحم
اللحوم غير المحفوظة لديها فقط عمر قصير نسبيا في التخزين. يجب أن تكون اللحوم القابلة للتلف مبردة أو مجمدة أو مجففة فوراً أو معالجة. تخزين اللحوم الطازجة هو النظام المعقد الذي يؤثر على التكاليف، عمر التخزين وجودة الأكل من اللحوم، وتختلف التقنيات الملائمة مع نوع اللحم والمتطلبات المعينة. على سبيل المثال، تستخدم تقنيات التعتيق الجاف في بعض الأحيان لتليين اللحوم للذواقة يتم شنقهما في بيئات تسيطر عليها بعناية لمدة تصل إلى 21 يوما، في حين أن الحيوانات المصطادة من مختلف الأنواع قد تكون معلقة بعد اطلاق النار.
وتعتمد التفاصيل على الأذواق الشخصية والتقاليد المحلية. وتختلف التقنيات الحديثة من إعداد اللحوم للتخزين مع نوع اللحم والمتطلبات الخاصة من الطراوة والنكهة والنظافة الصحية والاقتصاد.
تعالج اللحوم شبه المجففة مثل السلامي ولحم الخنزير النمط البلدي أولا مع الملح أو الدخان أو السكر أو الحامض أو «علاج» أخر ثم يعلق في تخزين بارد وجاف لفترات طويلة، وأحيانا تتجاوز السنة. بعض المواد المضافة خلال علاج اللحوم تساعد على الحد من مخاطر التسمم الغذائي من البكتيريا اللاهوائية مثل أنواع من المطثية التي تطلق بوتوكس والتي يمكن أن تسبب التسمم السجقي . وتشمل المكونات النموذجية لعلاج العوامل التي تمنع البكتيريا اللاهوائية النترات والنيترات. هذه الأملاح هي سامة خطيرة في حد ذاتها ويجب أن تضاف بكميات تسيطر عليها بعناية وفقا للتقنيات المناسبة. ولكن استخدامها السليم أيضا أنقذ حياة الكثيرين من تلف المواد الغذائية.
مثل اللحوم شبه المجففة معظمها مملحة ومدخنة، واللحوم المجففة تماماً من أنواع مختلفة التي كانت بمجرد السلع الاساسية في مناطق معينة، أصبحت الآن إلى حد كبير وجبات خفيفة فاخرة أو طبق جانبي; وتشمل الأمثلة اللحم المقدد وقديد اللحم وأصناف من اللحم، ولكن لحم الخنزير و البيكون على سبيل المثال، لاتزال سلع أساسية في العديد من المجتمعات.

#### السمك والمحار
تخزين السمك أو المحار هو غير آمن من دون الحفظ.

### تناوب المواد الغذائية
تناوب المواد الغذائية هو مهم للحفاظ على بقائها طازجة. وعندما يتم تناوب المواد الغذائية، يتم استخدام المواد الغذائية التي كانت في تخزين أطول أولا. كما تستخدم المواد الغذائية، وتضاف الأغذية الجديدة إلى المخزن ليحل محله. والمبرر الأساسي هو استخدام أقدم المواد الغذائية في أقرب وقت ممكن حتى أنه لا يوجد شيء في التخزين لفترة طويلة ويصبح غير آمن للأكل. توسيم المواد الغذائية مع ملصقات ورقية على عبوة التخزين، وتأشير التاريخ الذي وضعت فيه العبوة في التخزين، وهذا يمكن أن يجعل الممارسة أكثر سهولة. وأفضل طريقة لتناوب تخزين المواد الغذائية هي إعداد وجبات الطعام مع المواد الغذائية المخزنة بشكل يومي.

### الإستعداد لحالات الطوارئ
يوصي بالحفاظ على تخزين الأغذية الأساسية كأدلة لبقاء الحالات الطارئة في مناطق كثيرة من العالم ؛ عادة المياه والحبوب والزيت و الحليب المجفف، والأغذية الغنية بالبروتين مثل الفول والعدس واللحوم المعلبة والأسماك، ويمكن استخدام حاسبة تخزين المواد الغذائية الأساسية للمساعدة في تحديد مقدار هذه الأطعمة الأساسية ويحتاج الشخص للتخزين من أجل الحفاظ على المعيشة لمدة سنة كاملة، بالإضافة إلى تخزين المواد الغذائية الأساسية ويختار العديد من الناس لتكملة تخزين المواد الغذائية مع الفواكه المزروعة بالحديقة المجمدة أو المحفوظة والخضروات والمنتجات المجففة بالتجميد أو المعلبة، إعداد نظام غذائي غير متنوع من المواد الغذائية الأساسية التي أعدت بنفس الطريقة يمكن أن يسبب إستنفاذ الشهية، مما يؤدي إلى سعرات حرارية أقل، والفائدة الأخرى لوجود إمدادات أساسية لتخزين المواد الغذائية في المنزل هو من أجل توفير التكاليف، تكاليف الأغذية الجافة بالجملة (قبل الإعداد) غالبا ما تكون أقل بكثير من الأطعمة المستهلكة والطازجة التي تم شراؤها في الأسواق المحلية أو السوبر ماركت، هناك سوق كبير في الأطعمة المستهلكة بالنسبة لأعضاء المعسكر، مثل منتجات المواد الغذائية المجففة.

## إمدادات المواد الغذائية التجارية

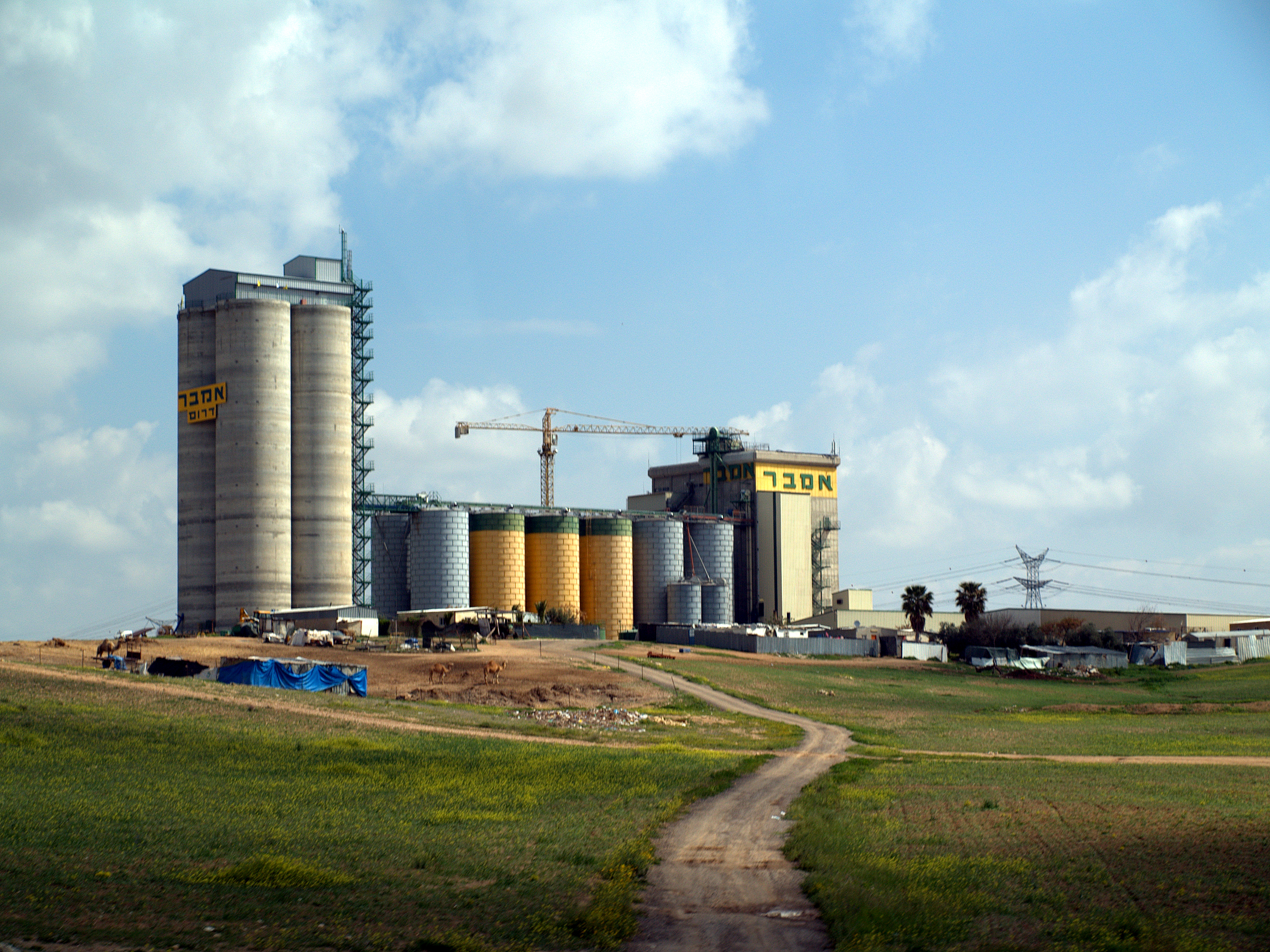
Silos connected to a grain elevator on a farm in إسرائيل.

تخزن الحبوب و البقول في رافعة الحبوب الطويلة، ودائما ما تكون تقريبا في مقدمة السكك الحديدية بالقرب من نقطة الإنتاج، ويتم شحن الحبوب إلى المستخدم النهائي في سيارات القادوس، في الاتحاد السوفيتي السابق، حيث كانت سيطرة موسم الحصاد ضعيفة، وكانت الحبوب غالبا مشععة في نقطة الإنتاج لقمع العفن والحشرات، في الولايات المتحدة يعمل الدرس والتجفيف في الحقل، والنقل معقم تقريبا، وفي عبوات كبيرة تمنع بشكل فعال دخول الحشرات، مما يلغي الحاجة إلى التشعيع في أي وقت من الأوقات، الولايات المتحدة لديها عادة حوالي كل أسبوعين استحقاق للحبوب المخزنة للسكان.[بحاجة لمصدر]